# Amtsgericht Oberglogau
Das Amtsgericht Oberglogau war ein preußisches Amtsgericht mit Sitz in Oberglogau.

## Geschichte
In Oberglogau bestand von 1849 bis 1879 die Gerichtskommission Oberglogau des Kreisgerichts Neustadt. Das königlich preußische Amtsgericht Oberglogau wurde mit Wirkung zum 1. Oktober  1879 als eines von acht Amtsgerichten im Bezirk des Landgerichtes Neisse im Bezirk des Oberlandesgerichtes Breslau gebildet. Der Sitz des Gerichtes war Oberglogau. Sein Gerichtsbezirk umfasste aus dem Kreis Neustadt den Stadtbezirk Oberglogau und die Amtsbezirke Broschütz, Friedersdorf, Schloss Oberglogau I, Oberglogau II, Deutsch Müllmen, Deutsch Rasselwitz, Klein Strehlitz, Twardawa und Walzen sowie große Teile der Amtsbezirke Kujau und Stiebendorf. Am Gericht bestanden 1880 drei Richterstellen. Das Amtsgericht war damit ein mittelgroßes Amtsgericht im Landgerichtsbezirk. Zum 1. April 1941 wurde der Landgerichtsbezirk Neisse mit seinen Amtsgerichten dem neugeschaffenen Oberlandesgericht Kattowitz zugeschlagen.
Im Jahre 1945 wurde der Amtsgerichtsbezirk unter polnische Verwaltung gestellt, und die deutschen Einwohner wurden zu einem Teil vertrieben. Damit endete auch die Geschichte des Amtsgerichtes Oberglogau. Unter polnischer Verwaltung entstand das Sąd Rejonowy w Głogowie (1950–1975: Sąd Powiatowy w Głogowie).